# Ameboide

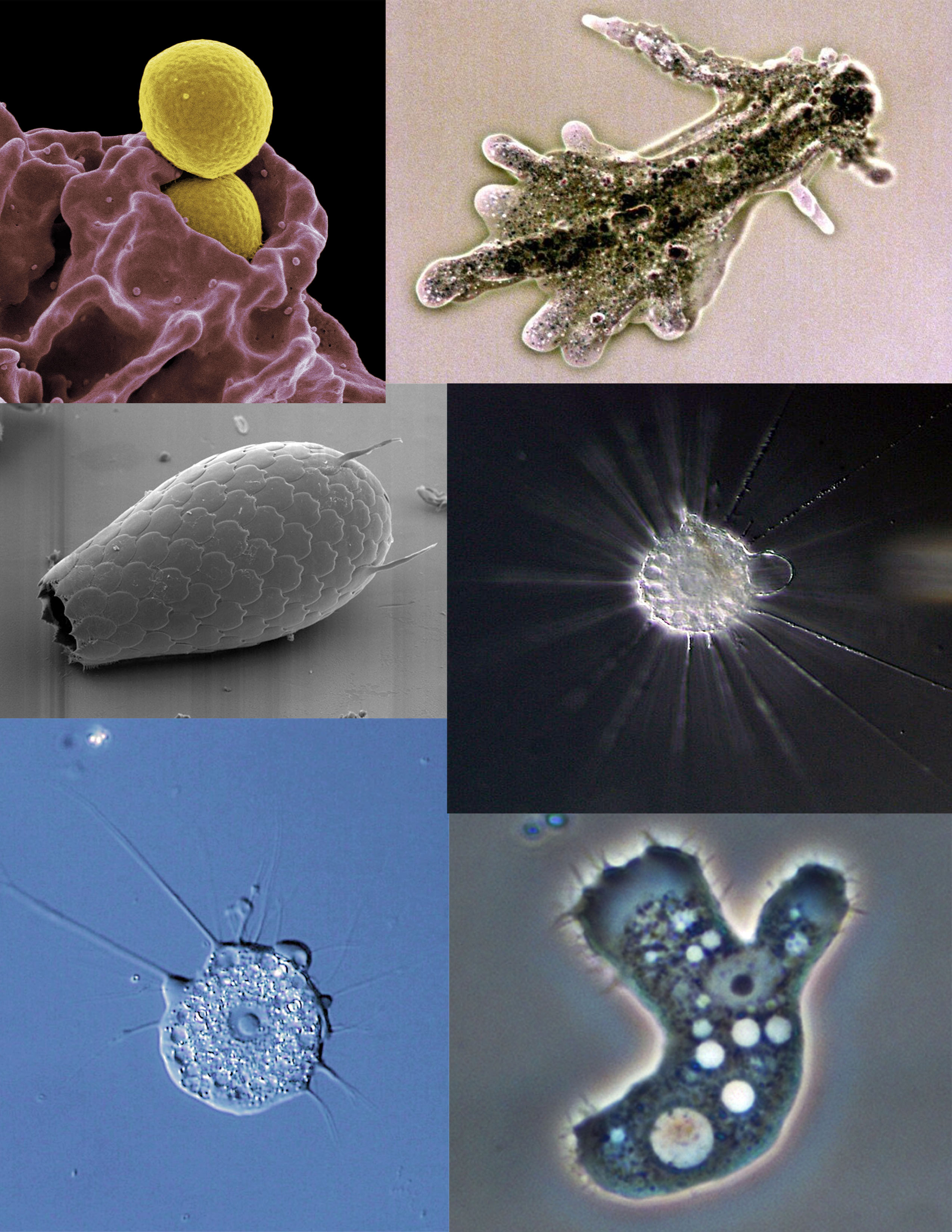
Diversos tipos de amebas.

Los ameboides, también amebas o amibas son células eucariotas o microorganismos que se mueven alimentándose por medio de proyecciones temporales llamadas seudópodos (falsos pies). Este tipo de células han aparecido en diversos grupos de organismos eucariotas. Muchos protistas existen como células ameboides individuales, o toman esta forma en alguna etapa de su ciclo vital. El más famoso de estos organismos es Amoeba proteus. Los términos "ameba" o "amiba" se usaron para referirse a este organismo, pero últimamente en la literatura científica y en artículos científicos se ha extendido los términos "ameba" o "amiba" para referirse a todos los protozoos ameboides.
Los ameboides o amebas se pueden dividir en varias categorías morfológicas atendiendo a la forma y estructura de sus seudópodos. Aquellos que presentan seudópodos apoyados en grupos regulares de microtúbulos se denominan actinópodos, mientras que si estos no existen, se denominan rizópodos, divididos a su vez, en amebas lobosas, filosas y reticulosas. Hay también un extraño grupo de ameboides marinos gigantes, Xenophyophorea, que no caen en ninguna de estas categorías.
- Las amebas lobosas presentan seudópodos romos (lobopodios), de los cuales puede haber uno o varios en una célula. Esta se divide generalmente en una capa de ectoplasma clara que rodea a un endoplasma más granular. La mayoría, incluyendo Amoeba, se mueve por el flujo de la masa total del cuerpo en un seudópodo anterior. La gran mayoría constituye el grupo monofilético denominado Amoebozoa, que también incluye Myxomycota. Un segundo grupo, Percolozoa, incluye a protistas que pueden alternar entre formas ameboides y flageladas.

- Las amebas filosas presentan seudópodos estrechos y afilados (filopodios). La gran mayoría, incluyendo las que producen caparazones, se incluyen en Cercozoa junto con varios flagelados que tienden a tener formas ameboides. Las amebas filosas desnudas abarcan otros dos grupos, Vampyrellida y Cristidiscoidea. El segundo, parece ser pariente cercano de animales y hongos.

- Las amebas reticulosas presentan seudópodos constituidos por filamentos citoplásmicos que se ramifican y combinan para formar una red (reticulopodios). El grupo más notable es Foraminifera, un extenso grupo de protistas marinos que producen generalmente esqueletos multicompartimentados. Existen solamente unas pocas clases de amebas reticulosas desnudas, destacando Gymnophryidae, cuyas relaciones son dudosas.

- Los actinópodos o amebas con axopodios comprenden Radiolaria y heliozoos. Los radiolarios incluyen sobre todo a protistas marinos con esqueletos internos complejos, cuyas cápsulas centrales dividen las células en endoplasma granular y ectoplasma espumoso. Los heliozoos incluyen especies de agua dulce y marinas que utilizan sus axopodios para capturar pequeñas presas, y presentan solamente escamas o espinas simples como elementos esqueléticos. Ambos grupos parecen ser polifiléticos.

Los protozoos ameboides antiguamente se agruparon en Sarcodina, cuyo rango variaba de clase a filo, con cada una de las categorías descritas arriba como un subtaxón formal. Sin embargo, puesto esta clasificación se basa en la forma más que en la filogenia, los nuevos sistemas lo abandonan completamente. La mayoría de los ameboides ahora se incluyen en dos supergrupos importantes: Amoebozoa, que incluye a la mayoría de las amebas lobosas y Myxomycota, y Rhizaria, que incluye Cercozoa, Foraminifera, Radiolaria y ciertos heliozoos. Sin embargo, formas ameboides han aparecido por separado en muchos otros grupos, incluyendo varias líneas de algas no enumeradas arriba. Algunas células de los animales pluricelulares pueden ser ameboides, por ejemplo, nuestros glóbulos blancos.